# 353432 Cabrerabalears
353432 Cabrerabalears este o planetă minoră (asteroid) din centura de asteroizi. A fost descoperită pe 24 iulie 2007 la  de Observatorul Astronomic din Mallorca⁠(d). 
Obiectul prezintă o orbită caracterizată de o semiaxă mare de 2,434612710564 UAi, o excentricitate de 0,090060319032453, o înclinație de 7,8548178084217 ° în raport cu ecliptica.